# أنطونيو كاربونيل
أنطونيو كاربونيل (بالإسبانية: Antonio Carbonell)‏ هو مغني إسباني، ولد في 30 نوفمبر 1969 في مدريد في إسبانيا.

## وصلات خارجية
- أنطونيو كاربونيل على موقع IMDb (الإنجليزية)
- أنطونيو كاربونيل على موقع ميوزك برينز (الإنجليزية)
- أنطونيو كاربونيل على موقع ديسكوغز (الإنجليزية)